# St. Stephanus (Oestinghausen)

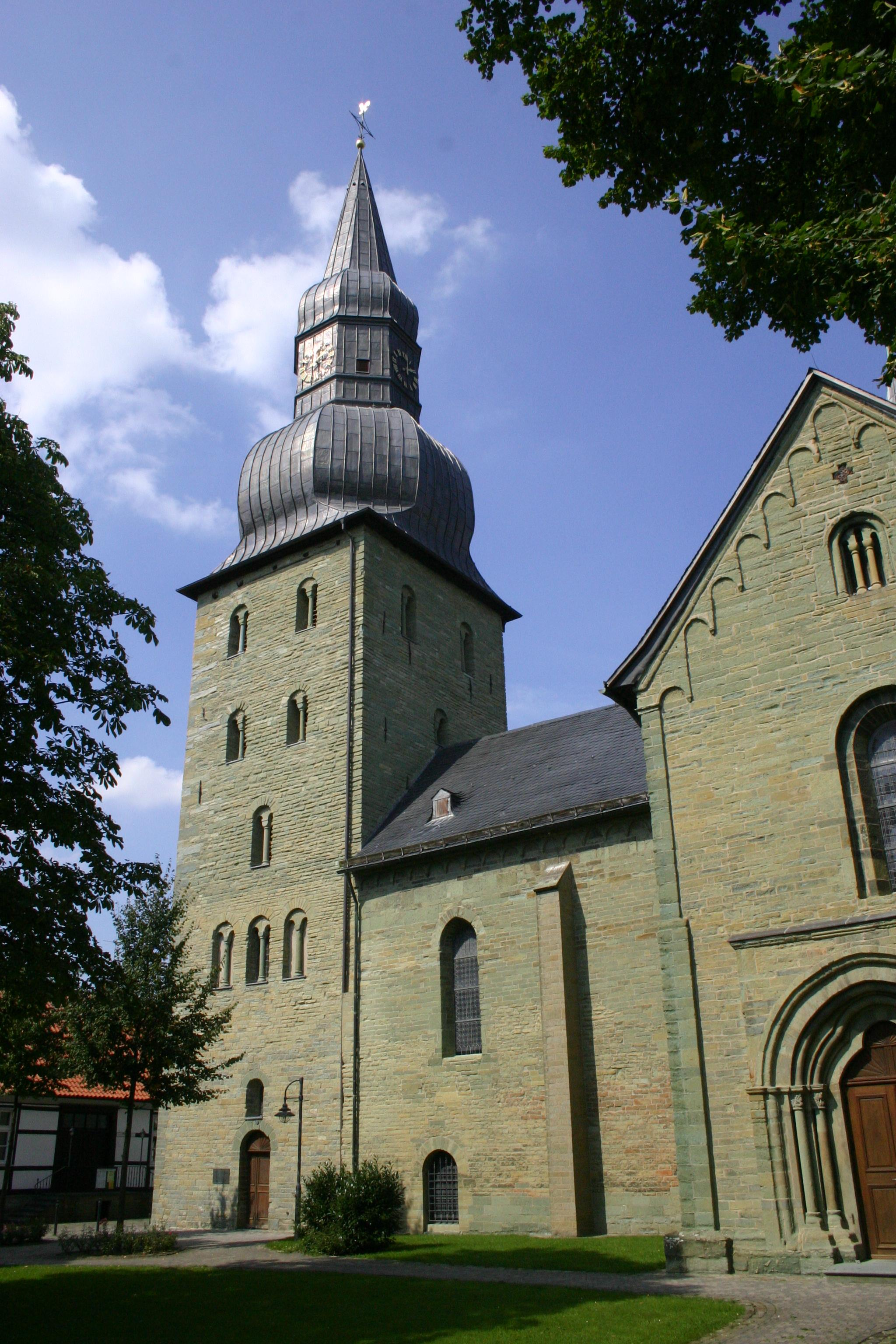
Pfarrkirche St. Stephanus

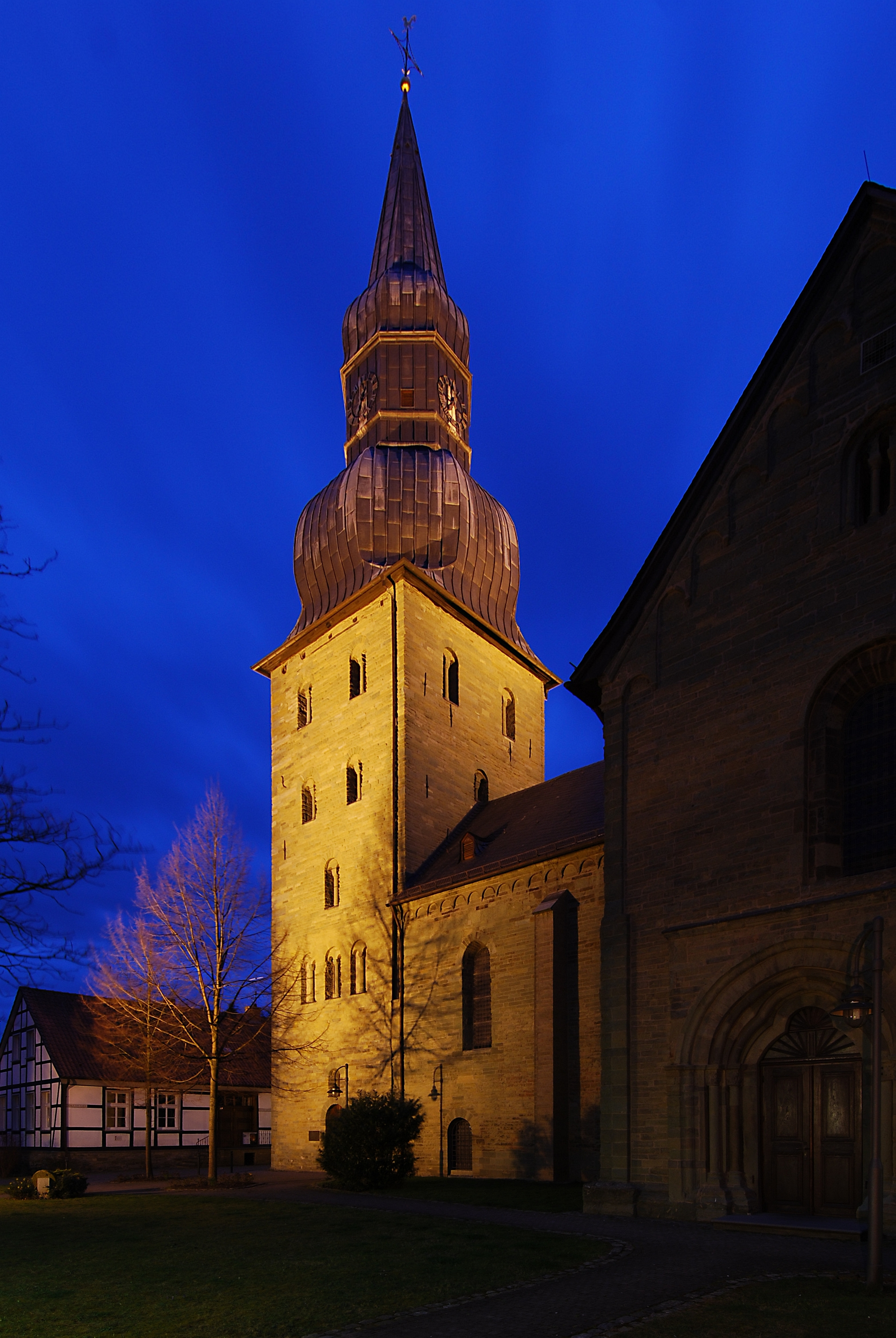
Pfarrkirche St. Stephanus bei Nacht

Die römisch-katholische Pfarrkirche St. Stephanus ist ein denkmalgeschütztes Kirchengebäude in Oestinghausen, einem Ortsteil der Gemeinde Lippetal im Kreis Soest (Nordrhein-Westfalen).

## Geschichte und Architektur
Das Gebäude steht auf einem geschlossenen, umbauten Platz. Die ursprüngliche Kirche wurde um 1000 als Saalkirche mit Rechteckchor und Apsis errichtet. In der Mitte des 13. Jahrhunderts wurde eine Erweiterung vorgenommen, die Kirche war dann ein zweijochiger Saalbau mit Querschiff und Chorquadrat. Der kräftige Westturm mit zahlreichen geteilten Rundbogenöffnungen wurde im zwölften Jahrhundert gebaut. Die welsche Haube und der Dachreiter wurden 1715 aufgesetzt. Die Kirche wurde von 1975 bis 1980 komplett restauriert.
Am 31. Dezember 1984 wurde die Kirche in die Liste der Baudenkmäler in Lippetal aufgenommen.

## Ausstattung
- ein mächtiger Hochaltar aus dem 17. Jahrhundert
- eine geschnitzte Kanzel
- eine in den 1970er Jahren im barocken Stil gebaute Orgel
- schlichte Nebenaltäre vom 18. Jahrhundert[1]

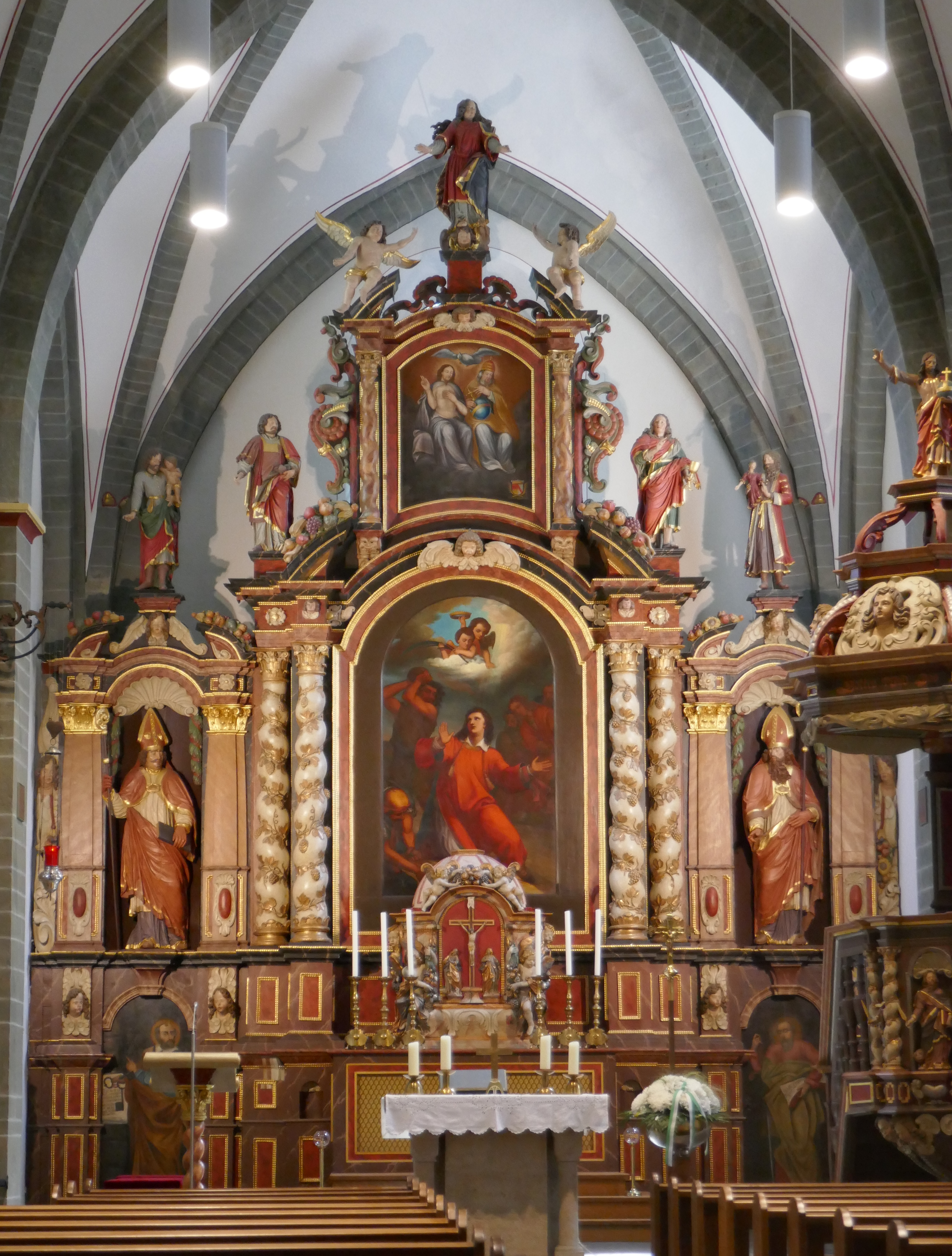
Hochaltar
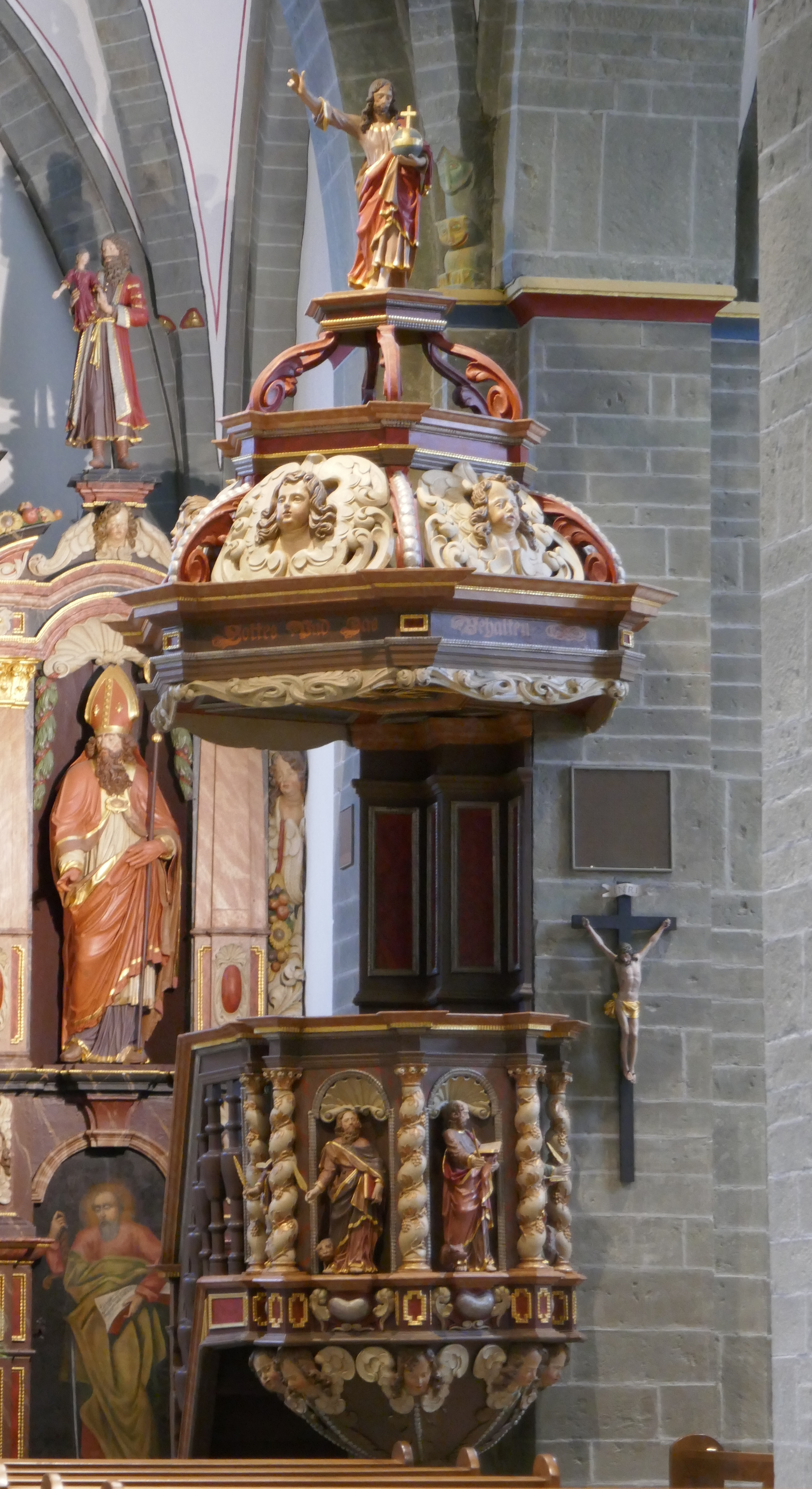
Kanzel

## Glocken
Die Kirche besitzt vier Bronzeglocken im Westturm und eine kleine Glocke (5) im Chorturm. Die Chorturmglocke/Kleppglocke wurde ursprünglich für Nieheim gegossen, einst in Zahlung gegeben und 2011 im Dachreiter in Oestinghausen installiert. Glocke 4 wurde ursprünglich in Breslau gefertigt und wurde nach dem Zweiten Weltkrieg vom Hamburger Glockenfriedhof 1952 nach Oestinghausen gebracht.
| Nr. | Patron/Name                         | Ton  | Gewicht  | Gussjahr | Gießer                            |
| --- | ----------------------------------- | ---- | -------- | -------- | --------------------------------- |
| 1   | St. Stephanus/ „Dicke“/ Totenglocke | dis' | 1.300 kg | 1631     | Nicolaus und Peter Gomon          |
| 2   | St. Maria                           | fis' | 860 kg   | 1952     | Petit & Gebr. Edelbrock           |
| 3   | Agatha                              | gis' | 586 kg   | 1952     | Petit & Gebr. Edelbrock           |
| 4   | Angelusglocke                       | h'   | 357 kg   | 1698     | Sigmund Goetz                     |
| 5   | Kleppglocke                         |      | 95 kg    | 1734     | wahrscheinlich Gottfried Delapaix |